# Halowe Mistrzostwa Europy w Lekkoatletyce 2011 – bieg na 3000 m mężczyzn
Bieg na 3000 metrów mężczyzn – jedna z konkurencji rozegranych podczas halowych lekkoatletycznych mistrzostw Europy w hali Palais Omnisports de Paris-Bercy w Paryżu.

## Terminarz
| Data    | Godzina |            |
| ------- | ------- | ---------- |
| 4 marca | 11:15   | Eliminacje |
| 5 marca | 16:50   | Finał      |

## Rezultaty

### Eliminacje
Rozegrano 3 biegi eliminacyjne, do których przystąpiło 27 biegaczy. Awans do finału dawało zajęcie jednego z pierwszych trzech miejsc w swoim biegu (Q). Skład finału uzupełniło trzech zawodników z najlepszymi czasami wśród przegranych (q). Dodatkowo dołączono do finału Rosjanina Jegora Nikołajewa, który prowadząc w swoim biegu eliminacyjnym miał kolizję z albańskim skoczkiem w dal, co przekreśliło jego szansę na dobry wynik.

#### Bieg 1
| Poz. | Tor | Zawodnik                 | Reprezentacja   | Czas    | Uwagi |
| ---- | --- | ------------------------ | --------------- | ------- | ----- |
| 1    | 5   | Mo Farah                 | Wielka Brytania | 8:02.37 | Q     |
| 2    | 6   | Rui Silva                | Portugalia      | 8:02.69 | Q     |
| 3    | 3   | Daniele Meucci           | Włochy          | 8:02.71 | Q     |
| 4    | 2   | Francisco Javier Alves   | Hiszpania       | 8:02.90 |       |
| 5    | 4   | Siergiej Iwanow          | Rosja           | 8:07.27 |       |
| 6    | 8   | Mykoła Łabowski          | Ukraina         | 8:08.17 |       |
| 7    | 1   | Nordine Gezzar           | Francja         | 8:10.69 |       |
| 8    | 9   | Bjørnar Ustad Kristensen | Norwegia        | 8:11.63 |       |
| 9    | 7   | Sewak Jeghikjan          | Armenia         | 8:23.83 | NR    |

#### Bieg 2
| Poz. | Tor | Zawodnik            | Reprezentacja | Czas    | Uwagi |
| ---- | --- | ------------------- | ------------- | ------- | ----- |
| 1    | 1   | Hayle İbrahimov     | Azerbejdżan   | 8:00.36 | Q     |
| 2    | 2   | Florian Carvalho    | Francja       | 8:00.90 | Q     |
| 3    | 8   | Jesús España        | Hiszpania     | 8:01.56 | Q     |
| 4    | 5   | Mert Girmalegese    | Turcja        | 8:02.12 | q     |
| 5    | 4   | Łukasz Parszczyński | Polska        | 8:03.14 |       |
| 6    | 6   | Siarhiej Czabiarak  | Białoruś      | 8:05.29 |       |
| 7    | 7   | Jonas Hamm          | Finlandia     | 8:16.51 |       |
| 8    | 3   | Adil Bouafif        | Szwecja       | 8:20.69 |       |
| 9    | 9   | Walentin Smirnow    | Rosja         | 8:29.23 |       |

#### Bieg 3
| Poz. | Tor | Zawodnik          | Reprezentacja   | Czas    | Uwagi |
| ---- | --- | ----------------- | --------------- | ------- | ----- |
| 1    | 5   | Yohan Durand      | Francja         | 8:01.24 | Q     |
| 2    | 2   | Halil Akkaş       | Turcja          | 8:01.38 | Q     |
| 3    | 1   | Andrew Baddeley   | Wielka Brytania | 8:01.56 | Q     |
| 4    | 3   | Stefano La Rosa   | Włochy          | 8:01.89 | q     |
| 5    | 4   | Siarhiej Płatonau | Białoruś        | 8:02.46 | q     |
| 6    | 7   | Dan Mulhare       | Irlandia        | 8:04.57 |       |
| 7    | 6   | Víctor García     | Hiszpania       | 8:11.31 |       |
| 8    | 8   | Jegor Nikołajew   | Rosja           | 8:13.01 | q     |

### Finał
| Poz. | Tor | Zawodnik          | Reprezentacja   | Czas    | Uwagi |
| ---- | --- | ----------------- | --------------- | ------- | ----- |
|      | 1   | Mohamed Farah     | Wielka Brytania | 7:53.00 |       |
|      | 5   | Hayle İbrahimov   | Azerbejdżan     | 7:53.32 |       |
|      | 11  | Halil Akkaş       | Turcja          | 7:54.19 |       |
| 4    | 10  | Andrew Baddeley   | Wielka Brytania | 7:54.49 | SB    |
| 5    | 8   | Jesús España      | Hiszpania       | 7:54.66 |       |
| 6    | 7   | Rui Silva         | Portugalia      | 7:59.49 |       |
| 7    | 2   | Yohan Durand      | Francja         | 8:02.40 |       |
| 8    | 12  | Florian Carvalho  | Francja         | 8:02.92 |       |
| 9    | 6   | Mert Girmalegese  | Turcja          | 8:04.00 |       |
| 10   | 3   | Stefano La Rosa   | Włochy          | 8:04.12 |       |
| 11   | 9   | Daniele Meucci    | Włochy          | 8:04.82 |       |
| 13   | 4   | Siarhiej Płatonau | Białoruś        | 8:09.22 |       |